# مقاطعة فييت (أوهايو)
مقاطعة فيات (بالإنجليزية: Fayette County)‏ هي إحدى مقاطعات ولاية أوهايو في الولايات المتحدة الأمريكية.

## أعلام
- مارشال جاي وليامز
- هاري م دورتي